# Кучеренко, Геннадий Семёнович
Генна́дий Семёнович Кучере́нко (23 августа 1932, Новороссийск — 2 марта 1997, Москва) — советский и российский историк, доктор исторических наук.

## Биография
Родился в семье рабочего. В годы войны семья эвакуировалась в Самарканд, где осталась жить. Окончил Самаркандскую школу № 32 с золотой медалью. В 1951 году поступил на исторический факультет МГУ, который окончил в 1956 году. Его специализацией стала история западноевропейской общественной мысли (научный руководитель — профессор Б. Ф. Поршнев). Работал в Институте марксизма-ленинизма, учителем в Самарканде, преподавателем Самаркандского университета.
В 1958 году поступил в аспирантуру Института истории АН СССР. Под руководством Б. Ф. Поршнева там им была подготовлена и защищена диссертация на соискание учёной степени кандидат исторических наук «Судьбы „Завещания“ Жана Мелье в XVIII веке», написанная с использованием материалов французских архивов (защищена в 1965). С 1961 года работал в Институте истории, с 1965 года — в редакции журнала «Новая и новейшая история». С 1969 года — в Институте всеобщей истории (старший научный сотрудник, заведующий сектором, ведущий научный сотрудник). В 1975 году защитил диссертацию на соискание учёной степени доктора исторических наук «Сенсимонизм во французской общественной мысли первой половины XIX века» (специальность 07.00.03 — всеобщая история). В 1987—1990 годах находился на дипломатической работе в ЮНЕСКО.
Г. С. Кучеренко также преподавал в МГПИ и РГГУ, был членом «Российского общества по изучению XVIII века» (в 1992—1996 — президент этого общества).

## Научные труды

### Монографии
- Судьба «Завещания» Жана Мелье в XVIII веке. — М.: Наука, 1968. — 210 с.
- Сен-симонизм в общественной мысли XIX в. — М.: Наука, 1975. — 358 с.
- Западноевропейский утопический социализм в работах советских историков. — М.: Наука, 1981. — 328 с. В соавт. с В. А. Дунаевским.
- Исследования по истории общественной мысли Франции и Англии, XVI — первая половина XIX в. — М.: Наука, 1981. — 319 с.

### Статьи
- Сочинение Гельвеция «Об уме» в переводе Е. Р. Дашковой // XVIII век. — СПб., 1999. — Вып. 21. — С. 215—227.